# Trifluoruro di arsenico
Il trifluoruro di arsenico o fluoruro di arsenico(III) è il composto binario dell'arsenico trivalente con il fluoro, avente formula molecolare AsF3. In condizioni normali è un liquido mobile incolore, molto volatile, denso; fuma all'aria per l'idrolisi del suo vapore dovuta all'umidità, e che reagisce violentemente con l'acqua formando acido fluoridrico; questo a differenza di PF3 , che è isoelettronico di valenza, ma che si idrolizza molto lentamente. È solubile in etere, THF e in benzene. È un composto disponibile commercialmente, fortemente tossico, corrosivo e cancerogeno.

## Struttura e proprietà
Il trifluoruro di arsenico è un composto termodinamicamente stabilissimo, ΔHƒ°liq = -821,3 kJ/mol. AsF3 è un composto molecolare come l'analogo PF3, cui somiglia in molte caratteristiche, ma ne differisce significativamente per alcune, come già il fatto che sia liquido a temperatura ambiente (Teb = +62,8 °C) invece che gassoso come PF3 (Teb = -101,8 °C). Questo è dovuto a interazioni non covalenti (deboli) tra i fluori di una molecola e l'atomo di As in un'altra, interazioni che nel solo "dimero" AsF3...AsF3 ammontano già a 4,4 kcal/mol, un valore dello stesso ordine di grandezza di quello per i legami idrogeno, e che in PF3 non sono evidentemente così significative.
Allo stato gassoso la molecola ha forma piramidale trigonale, con i tre fluori alla base e l'arsenico sul vertice, avente simmetria C3v, analoga a NH3, NF3, e PF3. Questa struttura, del tipo AX3E, è in accordo con le indicazioni del modello VSEPR, che predicono un restringimento degli angoli FPF rispetto al valore tetraedrico di 109,5°(l'ibridazione formale dell'atomo centrale comune a queste specie è di tipo sp3), restringimento dovuto alla presenza della coppia solitaria sull'atomo centrale, qui As. Questa struttura si mantiene essenzialmente anche in fase condensata (nel liquido e nel solido), sebbene in questo caso con ulteriori multiple interazioni attrattive tra le molecole.
Dall'analisi dei dati di diffrazione elettronica in fase gassosa è stato possibile ricavare lunghezze ed angoli di legame. La distanza As–F è di 170,9 pm (156,1 pm in PF3), e l'angolo F–As–F è di 95,88° (97,7° in PF3); la maggior lunghezza è del tutto normale, dato che il raggio covalente di As è maggiore di quello di P; l'angolo è molto simile. La molecola è notevolmente polare, μ = 2,59 D, più del doppio di PF3 (1,03 D) e la costante dielettrica relativa del liquido è εr = 17,5.
La lunghezza e l'angolo di legame in AsF3 in fase gassosa sopra menzionati sono molto simili a quelli trovati per la molecola nel reticolo cristallino: 170, 7 pm e 93,9°.
Al pari di altre molecole piramidali simili, anche AsF3 subisce inversione a ombrello all'atomo centrale (As) ma, a differenza che nel caso dell'ammoniaca, tale inversione segue una dinamica e una geometria diversa: la struttura intermedia è la "forma a T", con un legame più corto e gli altri due più lunghi (come in ClF3) e con simmetria C2v, invece che la forma intermedia planare con tutti e tre i legami uguali e con simmetria D3h, cioè quella che si ha per l'ammoniaca. In questo aspetto AsF3 è del tutto simile a PF3. Inoltre, la barriera energetica per l'inversione è molto più alta e ammonta a circa 225 kJ/mol (2,33 eV), contro 24,5 kJ/mol (0,254 eV) per l'ammoniaca.

### Chimica ionica in fase gassosa
L'energia di ionizzazione della molecola AsF3 (12,3 eV) è maggiore di quella di PF3 (11,38 eV), sua isoelettronica di valenza. In fase gassosa AsF3 si mostra meno basico di PF3: la sua affinità protonica è di 636,7 kJ/mol, contro 695,4 kJ/mol di PF3. L'affinità protonica dell'acqua, per confronto, è di 691 kJ/mol e quindi AsF3, ma non PF3, risulta essere meno basico di essa in fase gassosa.
Queste differenze tra As e P sono qualitativamente simili anche nella coppia, ancora isoelettronica, AsH3 (749,7 kJ/mol) e PH3 (785 kJ/mol). Entrambi i comportamenti vanno nella stessa direzione contraria a quanto di solito accade scendendo lungo un gruppo della tavola periodica ed entrambi sono in linea con la «riluttanza ad assumere la massima valenza» da parte degli atomi degli elementi del 4° periodo oltre la prima serie di transizione. Inoltre AsF3, a marcata differenza di PF3, ma come gli altri trifluoruri del gruppo dell'azoto, viene protonato di preferenza su un atomo di fluoro, invece che sulla coppia elettronica libera dell'atomo centrale:
NF3 + H+   →  F2N–F+-H
PF3 + H+   →  F3P+-H
AsF3 + H+  →  F2As–F+-H
Questo richiama poi il concetto affine di coppia inerte che si osserva anche per gli elementi del 6° periodo che vengono dopo la terza serie di transizione e che in questo stesso gruppo si ritrova nei composti di bismuto(V).
La basicità in fase gassosa, non di rado differente da quella in fase condensata, ha in questo caso un parallelo anche in soluzione: mentre PF3 dà luogo alla specie protonata tetraedrica [HPF3]+ (con il legame P–H di 122 pm e quelli P–F di 149 pm), quando trattato con sistemi superacidi come HF/SbF5 in soluzione di HF anidro a bassa temperatura, per AsF3 non si osserva, in analoghe condizioni, una simile specie protonata e quindi AsF3 risulta sufficientemente meno basico di PF3 anche in fase condensata (in soluzione).

## Sintesi
Il trifluoruro di arsenico può essere ottenuto per sintesi diretta da As e il fluoro F2, ma si formerebbe anche AsF5 e la reazione è molto vigorosa e non pratica; si può preparare molto più comodamente facendo reagire l'ossido di arsenico(III) (anidride arseniosa) con fluoruro di calcio e un eccesso di acido solforico; quest'ultimo serve a rimuovere l'acqua formata che reagirebbe con AsF3 idrolizzandolo: 
As2O3 + 3 H2SO4 + 3 CaF2   →   2 AsF3 + 3 CaSO4 + 3 H2O

## Reattività
AsF3 ha notevoli capacità fluoruranti, usate per trasformare i cloruri di non metalli nei corrispondenti fluoruri; ad esempio:
3 PCl5 + 5 AsF3  →   3 PF5 + 5 AsCl3
AsF3 è anche capace di fluorurazione selettiva; ad esempio, quella del solo anione molecolare presente nel pentacloruro di fosforo:
[PCl4]+[PCl6]– + 2 AsF3  →   [PCl4]+[PF6]–  +  2 AsCl3
In questo utilizzo AsF3, pur essendo meno energico di SbF3, ha però il vantaggio che il tricloruro risultante (AsCl3) è liquido e si può facilmente allontanare per distillazione a pressione ridotta, a differenza di SbCl3 che è un solido poco volatile in condizioni ambiente.
AsF3 può agire come accettore di ioni F – (cioè comportarsi da acido di Lewis, seppur debole) con i fluoruri di metalli alcalini o di tetraalchilammonio, ad esempio:
AsF3 + CsF →  Cs+[AsF4]–
AsF3 + (CH3)4NF →  [(CH3)4N]+[AsF4]–
Può agire anche da debole donatore di ioni F – :
AsF3 + SbF5 →  { [AsF2]+[SbF6]– ↔   AsF3·SbF5 }
In quest'ultimo caso l'addotto non si può considerare del tutto ionico o come addotto covalente: la sua struttura cristallina mostra caratteristiche intermedie.
Con l'acqua reagisce violentemente idrolizzandosi e liberando quindi acido fluoridrico; di conseguenza in presenza di umidità attacca il vetro.
AsF3 è difficilmente ossidabile: a parte con il fluoro che dà facilmente il pentafluoruro AsF5, il composto di ossidazione con l'ossigeno è il fluoruro di arsenile AsOF3, analogo al fluoruro di fosforile POF3. Mentre quest'ultimo si ottiene facilmente, AsOF3 è stato ottenuto con difficoltà e solo come polimero non ben caratterizzato: questo fatto è un'altra manifestazione della difficoltà dell'arsenico a raggiungere la massima valenza.

## Sicurezza
AsF3 è un composto tossico e corrosivo, che reagisce violentemente con l'acqua. Provoca ustioni alla pelle, agli occhi, all'apparato respiratorio e a tutte le mucose. Causa avvelenamento da arsenico. È considerato mutageno e cancerogeno.